# St. Petersburg-Clearwater International Airport

i7
i11
i13
Der St. Pete-Clearwater International Airport (IATA-Code: PIE, ICAO-Code: KPIE) ist ein US-amerikanischer Flughafen an der Küste der Tampa Bay gelegen. Er bedient hauptsächlich die Städte St. Petersburg und Clearwater, die auch als Namensgeber des Flughafens fungieren. Der Flughafen wird heute sowohl von Fracht- und Passagierfluggesellschaften als auch der US Air Force genutzt. Zudem befindet sich die United States Coast Guard Air Station Clearwater auf dem Flughafen.

## Lage und Verkehrsanbindung
Der St. Pete-Clearwater International Airport befindet sich 16 Kilometer nördlich des Stadtzentrums von Saint Petersburg und 13 Kilometer südöstlich des Stadtzentrums von Clearwater. Er liegt an der Florida State Road 686, diese verläuft westlich des Flughafens. Außerdem verläuft die Florida State Road 688 südlich des Flughafens. Die Florida State Road 688 ist östlich des Flughafens über eine Anschlussstelle mit der Interstate 275 und der Florida State Road 93 verbunden, welche auf einer gemeinsamen Trasse verlaufen. Die Florida State Road verfügt westlich des Flughafens über eine Anschlussstelle am U.S. Highway 19.
Der St. Pete-Clearwater International Airport ist nicht in den Öffentlichen Personennahverkehr eingebunden. Allerdings fahren die Routen 52 und 52LX der Nahverkehrsgesellschaft Pinellas Suncoast Transit Authority eine rund einen Kilometer westlich des Flughafens gelegene Haltestelle an.

## Geschichte
Die Konstruktion des Flughafens begann im März des Jahres 1941, die Einweihung erfolgte kurz darauf. Der Flughafen wurde anfangs ausschließlich militärisch genutzt, erste Zivilflüge wurden in den 1950er Jahren durchgeführt. Zu Beginn wurde der Flughafen als Pinellas International bezeichnet, die Flughafencodes wurden von diesem Namen abgeleitet. 1957 wurde ein Passagierterminal eingeweiht, im nächsten Jahr wurde der Flughafen in St. Petersburg-Clearwater International Airport umbenannt. Der Zivilluftverkehr am Flughafen hatte jedoch durch die Koexistenz des nahegelegenen Tampa International Airport, welcher in diesem Bereich dominierte, keine wirklich große Bedeutung. Um diese Verhältnisse ein wenig zu ändern, entschloss sich das Flughafenmanagement 2007 zu einem umfangreichen Ausbauprogramm am Passagiergebäude, welche über ein Gesamtauftragvolumen von 9,5 Millionen Dollar verfügte. Von 1993 bis 2004 diente der Flughafen auch als Basis der Southeast Airlines. 2013 erfolgte die Umbenennung des Flughafens in St. Pete-Clearwater International Airport.

## Zwischenfälle
- Am 20. März 1953 wurde an einer Curtiss C-46A-50-CU Commando der US-amerikanischen Aerovias Sud Americana (Luftfahrzeugkennzeichen N66559) das Triebwerk Nr. 2 (rechts) abgestellt. Beim Anflug auf den Flughafen St. Petersburg mit nur einem laufenden Triebwerk war die Maschine zu hoch. Beim einmotorigen Durchstarten kam es zum Strömungsabriss, da die Landeklappen noch voll ausgefahren waren, und das Flugzeug stürzte in ein Waldgebiet. Alle drei Besatzungsmitglieder, die einzigen Insassen auf dem Frachtflug, überlebten dennoch den Unfall.[7]

- Am 10. Januar 1955 kam eine Lockheed 18-50 Lodestar der US-amerikanischen National Airlines (N33369) nach einem Triebwerksschaden beim Start auf dem Flughafen St. Petersburg-Pinellas von der Bahn ab. Das Fahrwerk brach zusammen, ein Tank riss auf. Alle 13 Insassen überlebten. Das Flugzeug wurde als Totalverlust abgeschrieben.[8]

## Fluggesellschaften und Ziele
Der St. Pete-Clearwater International Airport wird von den Fluggesellschaften Allegiant Air und Sun Country Airlines angeflogen. Allegiant Air bietet Direktflüge zu 58 Zielen in den Vereinigten Staaten an. Sun Country fliegt nach Minneapolis. Sun Country Airlines führt zudem Charterflüge nach Atlantic City International Airport und Gulfport durch.

## Verkehrszahlen
| Jahr | Fluggastaufkommen | Luftfracht (Tonnen) | Flugbewegungen |
| ---- | ----------------- | ------------------- | -------------- |
| 2022 | 2.445.919         |                     |                |
| 2021 | 2.036.251         |                     |                |
| 2020 | 1.394.573         |                     |                |
| 2019 | 2.288.692         |                     |                |
| 2018 | 2.237.446         |                     |                |
| 2017 | 2.055.269         | 21.256              | 114.582        |
| 2016 | 1.837.035         | 24.689              | 113.103        |
| 2015 | 1.645.402         | 24.028              | -              |
| 2014 | 1.247.987         | 21.570              | -              |
| 2013 | 1.017.049         | 19.845              | -              |
| 2012 | 865.942           | 18.783              | -              |
| 2011 | 833.068           | 15.060              | -              |
| 2010 | 776.087           | 15.591              | -              |
| 2009 | 776.535           | 16.253              | -              |
| 2008 | 742.380           | 20.687              | -              |
| 2007 | 747.369           | 29.842              | -              |
| 2006 | 389.997           | 28.969              | -              |
| 2005 | 596.510           | 24.079              | -              |
| 2004 | 1.333.069         | 219.737             | -              |
| 2000 | –                 | 19.904              | -              |
| 1995 | –                 | 12.750              | -              |
| 1990 | –                 | 5.636               | -              |

### Verkehrsreichste Strecken
| Rang | Stadt                                    | Passagiere | Fluggesellschaft |
| ---- | ---------------------------------------- | ---------- | ---------------- |
| 01   | Asheville, North Carolina                | 57.690     | Allegiant        |
| 02   | Cincinnati, Ohio                         | 57.480     | Allegiant        |
| 03   | Knoxville, Tennessee                     | 54.550     | Allegiant        |
| 04   | Grand Rapids, Michigan                   | 51.370     | Allegiant        |
| 05   | Allentown/Bethlehem/Easton, Pennsylvania | 44.790     | Allegiant        |
| 06   | Indianapolis, Indiana                    | 42.110     | Allegiant        |
| 07   | Flint, Michigan                          | 38.370     | Allegiant        |
| 08   | Concord, North Carolina                  | 31.690     | Allegiant        |
| 09   | Des Moines, Iowa                         | 28.940     | Allegiant        |
| 10   | Springfield, Missouri                    | 27.260     | Allegiant        |